# Хоронхой
Хоронхой (рос. Хоронхой) — селище Кяхтинського району, Бурятії Росії. Входить до складу Хоронхойського сільського поселення.
Населення — 1904 особи (2015 рік).